# 546275 Kozák
546275 Kozák è un asteroide troiano di Giove del campo greco. Scoperto nel 2010, presenta un'orbita caratterizzata da un semiasse maggiore pari a 5,2517865 au e da un'eccentricità di 0,1106067, inclinata di 14,42836° rispetto all'eclittica.
L'asteroide è dedicato alla canoista ungherese Danuta Kozák, plurimedagliata olimpica.